# Гашпаровичева, Сильвия
Сильвия Гашпаровичева (урождённая — Сильвия Беникова) (словац. Silvia Gašparovičová; 13 января 1941, Братислава, Чехословакия ) — супруга президента Словакии Ивана Гашпаровича. Первая леди Словакии (15 июня 2004 — 15 июня 2014).

## Биография
До 1965 года обучалась на инженерно-строительном факультете Словацкого технологического университета в Братиславе. В 1971—1973 годы — аспирантуре при Университете им. Коменского.
Специалист в области экономического права.
Затем, 5 лет проработала дизайнером в государственной компании Pozemné stavby. С 1971 по 1991 год — в инвестиционном управлении Министерства строительства и гражданского строительства. В 1991 году назначена судебным экспертом по оценке недвижимости в области строительства. До избрания мужа президентом Словацкой Республики работала менеджером в частной строительной компании.

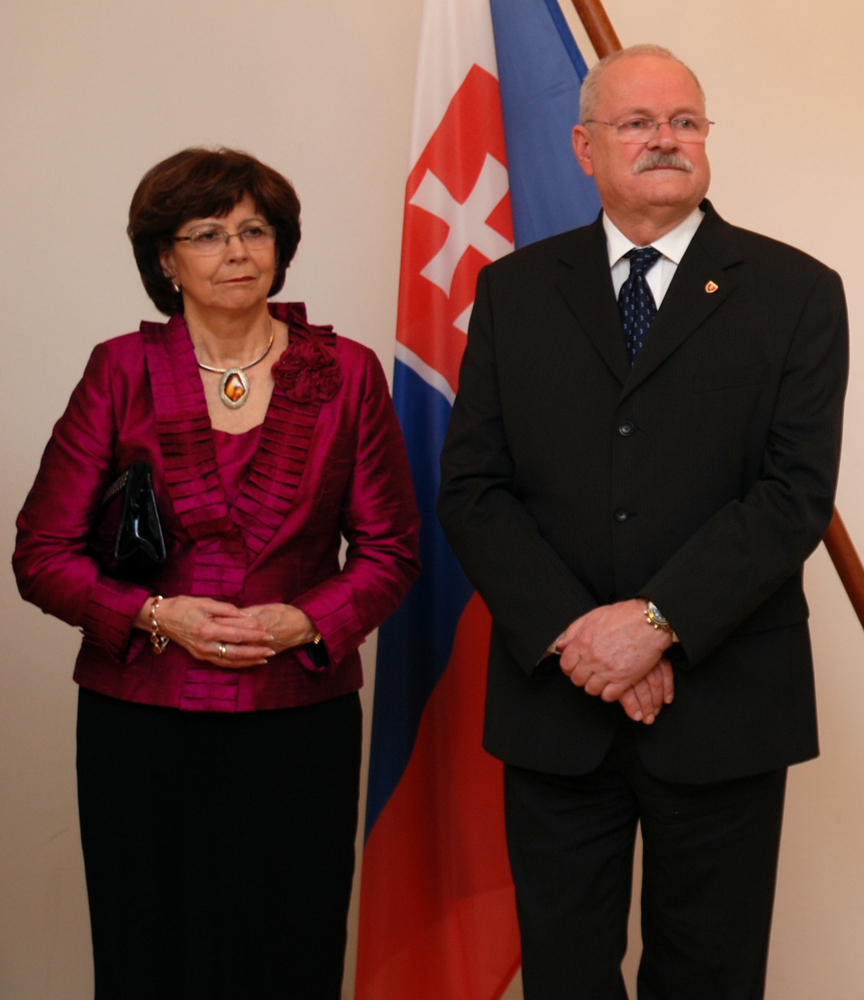
Сильвия Гашпаровичева с мужем Иваном Гашпаровичем

В 1964 году вышла замуж за Ивана Гашпаровича. С 2004 года, как первая леди, представляла свою страну на официальных мероприятиях в Словакии и за рубежом. Основала Фонд Сильвии Гашпаровичевой, который занимается вопросами образования и здравоохранения. Она также поддерживает проекты в поддержку женщин-предпринимателей и родителей.
С 2002 года — член словацкой партии «Движение за демократию».
В браке имеет двоих детей, дочь Денису и сына Иво.

## Награды
- Большой крест ордена Данеброг (Дания, 2012)
- Большой крест Ордена Изабеллы Католической (Испания, 2017)